# Сиромолотна
Сиромо́лотна (рос. Сыромолотная) — присілок у складі Промишленнівського округу Кемеровської області, Росія.

## Населення
Населення — 3 особи (2010; 14 у 2002).
Національний склад (станом на 2002 рік):
- росіяни — 79 %